# Route nationale 14 (Guinée)
Pour les articles homonymes, voir Route nationale 14.
La Route nationale 14 (N14) est une route nationale en Guinée, commençant à Tiguania à la sortie de la N1 et se terminant à Oualia à la frontière avec la Sierra Leone. Il fait 35 kilomètres de long,

## Parcours
- Tiguania
- dantalia
- Heremakono
- Oualia